# Schiffssetzung von Bække

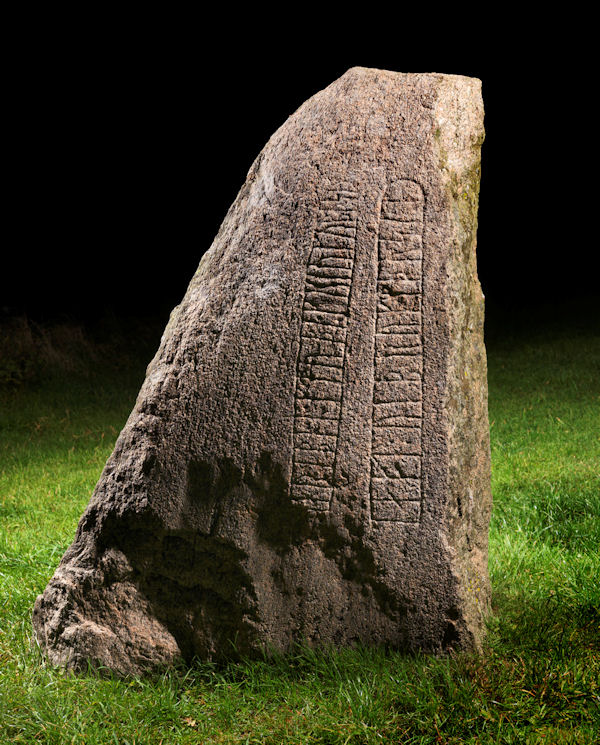
Runenstein der Schiffssetzung

Die 45 m lange und 6,5 m breite Schiffssetzung von Bække liegt in einem Feld etwa einen Kilometer nördlich des Ortes Bække im mittleren Südjütland in Dänemark. Die wikingerzeitliche Schiffssetzung (dänisch skibssætning) liegt wie die ausgegangene Schiffssetzung von Vejerslev zwischen zwei bronzezeitlichen Grabhügeln, die als „Klebæk høje“ bekannt sind, an dem von Norden nach Süden führenden alten Heerweg (dänisch Hærvejsruten), von dem Spuren an der Anlage nachgewiesen wurden. Die Anlage wurde 1890 unter Denkmalschutz gestellt.
Das Schiff besteht aus 1,25 bis 2,0 m hohen Steinen. Von ursprünglich etwa 60 Steinen sind nurmehr neun erhalten. Der am Westende gelegene Schiffsbug ist wie bei Glavendrup ein Runenstein aus dem 9. oder 10. Jahrhundert. Er ist einer von lediglich fünf Runensteinen in Dänemark, die heute noch an ihrem ursprünglichen Platz stehen. Er wurde von den Söhnen als Denkmal für eine Frau gesetzt. Der Text lautet: „Revne und Tobbe errichteten diese Denkmäler für ihre Mutter Vibrog“. Vielleicht stammt das bei der Ausgrabung im Jahre 1957 mitten im Schiff gefundene zerstörte leere Grab von ihr.
Ungewöhnlich ist die west-östliche Orientierung, die nur bei den Schiffen von Glavendrup und Bække vorkommt, während die anderen großen Schiffssetzungen nord-süd orientiert liegen. Sie zeigen in der Regel in Richtung der Walhalla, wohin die Schiffe die Toten bringen sollten. Eine Sage berichtet, dass Odin die Toten nach der Schlacht von Brävalla in einem goldenen Schiff nach Walhalla im Süden führte.
Eine Untersuchung des östlich der Schiffssetzung liegenden Hügels ergab, dass er dreistufig aufgebaut war. Die beiden inneren Hügel sind von einer aus mehreren Schichten bestehenden etwa einen Meter hohen Steinmauer umgeben.

## Findling
Ein paar hundert Meter nördlich von Klebæk finden sich der Hamborggårdstenen, ein Findling aus Granit. Der große Stein wiegt etwa 50 Tonnen und wurden von den Åland-Inseln hierher gebracht. Die Legende erzählt, dass Harald Blauzahn den Stein nach Jelling holen wollte, das Vorhaben aber aufgab, als sein Sohn Sven Gabelbart gegen ihn rebellierte.
Die Schiffssetzung wurde 2011 neu arrangiert. Man hat die kleinen Steine, die als Stellvertreter die fehlenden Steine markierten, durch Stahlplatten ersetzt, die den ursprünglich vorhandenen Steinen nachempfunden sind. Damit bekommt die Schiffssetzung einen anderen Ausdruck.